# Historia del Derecho en Guatemala

## Derecho Constitucional
Las Constituciones que han regido en Guatemala son las siguientes:
| Fecha de vigencia   | Constitución                                                                                                   | Gobierno | Texto en que se puede consultar |
| ------------------- | --- | --- | --- |
| 1808-1812           | Constitución de Bayona 1808                                                                                    | Capitanía General de Guatemala | Corte de Constitucionalidad de Guatemala. «Digesto Constitucional». Biblioteca del Organismo Judicial de Guatemala (Guatemala). |
| 1812-1821           | Constitución de 1812                                                                                           | Capitanía General de Guatemala | Corte de Constitucionalidad de Guatemala. «Digesto Constitucional». Biblioteca del Organismo Judicial de Guatemala (Guatemala). |
| 1823-1824           | Bases de Constitución Federal de 1823                                                                          | Estado de Guatemala tras la Independencia de Centroamérica                                                                                               | Pineda de Mont, Manuel (1869). Recopilación de las leyes de Guatemala, 1821-1869 I. Guatemala: Imprenta de la Paz en el Palacio. |
| 1824-1840           | - Constitución de la República Federal de Centroamérica de 1824 - Constitución del Estado de Guatemala de 1825 | Estado de Guatemala tras la Independencia de Centroamérica                                                                                               | Pineda de Mont, Manuel (1869). Recopilación de las leyes de Guatemala, 1821-1869 I. Guatemala: Imprenta de la Paz en el Palacio. |
| 1851-1871           | Acta Constitutiva de la República de Guatemala de 1851                                                         | Gobierno conservador de los 30 años dirigido por el capitán general Rafael Carrera tras la creación de la República de Guatemala el 21 de marzo de 1847. | Asamblea Nacional Constituyente (19 de octubre de 1851). «Acta Constitutiva de la República de Guatemala». Asamblea Constituyente de Guatemala (Guatemala). Archivado desde el original el 22 de agosto de 2016. Consultado el 15 de febrero de 2017.                                                              |
| 1879-1920 1922-1944 | Ley Constitutiva de la República de Guatemala de 1879                                                          | Gobiernos liberales desde Justo Rufino Barrios hasta Manuel Estrada Cabrera                                                                              | Asamblea Nacional Constituyente (1899). Ley constitutiva de la República de Guatemala decretada por la Asamblea Nacional Constituyente el 11 de diciembre de 1879 y reformada por el mismo Alto Cuerpo en 5 de noviembre de 1887 y 30 de agosto de 1897; para uso de las escuelas. Guatemala: Tipografía Nacional. |
| 1921                | Constitución de la República Federal de Centroamérica de 1921                                                  | Efímero gobierno de Carlos Herrera y Luna | Corte de Constitucionalidad de Guatemala. «Digesto Constitucional». Biblioteca del Organismo Judicial de Guatemala (Guatemala). |
| 1945-1954           | Constitución de Guatemala de 1945                                                                              | Gobiernos revolucionarios tras Revolución de Octubre | Corte de Constitucionalidad de Guatemala. «Digesto Constitucional». Biblioteca del Organismo Judicial de Guatemala (Guatemala). |
| 1956-1963           | Constitución de Guatemala de 1956                                                                              | Gobiernos liberacionistas tras derrocamiento del gobierno de Jacobo Arbenz Guzmán                                                                        | Asamblea Constituyente (1956). Constitución de la República de Guatemala. Guatemala: Asamblea Nacional Constituyente. |
| 1965-1982           | Constitución de Guatemala de 1965                                                                              | Gobiernos militares tras golpe de Estado contra Miguel Ydígoras Fuentes                                                                                  | Corte de Constitucionalidad de Guatemala. «Digesto Constitucional». Biblioteca del Organismo Judicial de Guatemala (Guatemala). |
| 1985-presente       | Constitución de Guatemala de 1985                                                                              | Gobiernos democráticos tras golpes de estado de 1982 y 1983                                                                                              | Asamblea Constituyente (1985). Constitución Política de la República de Guatemala. Guatemala: Gobierno de Guatemala. Archivado desde el original el 2 de febrero de 2016. |

## Códigos
El Derecho guatemalteco pertenece a la familia de los Derechos romanistas, derivados del Derecho Común. Inicialmente estaba formado por normas del Derecho Indiano y del Derecho de Castilla. Su codificación fue iniciada por el gobierno de Mariano Gálvez en el decenio de 1830, pero pronto se volvió a la legislación tradicional, y no se reanudó sino hasta el decenio de 1870.

## Derecho Civil
Existen dos formas de codificación, el plan romano-francés o el plan de Gayo y el plan alemán.
El plan romano-francés divide el código en tres partes:
- De la persona
- Cosas
- Acciones.

El plan alemán sigue el siguiente orden:
- Título preliminar que incluye a las personas,
- Obligaciones,
- Derechos reales
- Familia y sucesiones

Todos los Códigos Civiles de Guatemala han seguido el plan romano-francés. La codificación francesa tenía cuatro cimientos fundamentales: propiedad privada, libertad de contratación, no hay responsabilidad civil sin culpa y la indisolubilidad del vínculo matrimonial. En Guatemala, este último pilar ya no es aplicable. Los fundamentos del Derecho Civil se remiten a la persona, familia y patrimonio.
En Guatemala ha existido tres Código Civiles. El primer Código Civil de la República de Guatemala fue emitido en el Decreto Gubernativo Número 176, del 8 de marzo de 1877 y entró en vigor el 15 de septiembre de aquel año. Por medio de un acuerdo emitido el 26 de julio de 1875, se nombra la comisión para la elaboración del mismo. Dicha comisión estuvo integrada por: Licenciado Marco Aurelio Soto, doctor Lorenzo Montufar (quien además, elaboró el prólogo); Licenciado José Israel Ventura Fuentes, Licenciado Ignacio Gómez, Valerio Pujol, Licenciado Carlos Federico Murga; y posteriormente revisada por los Licenciados José Salazar y Joaquin Macal. Este fue modificado posteriormente en febrero de 1882 y en 1926.
La evolución de las ideas y principios, hizo ineludible el cambio de muchos conceptos y para conseguir ese objeto fue encargada una comisión de jurisconsultos. Dieron cuenta con el proyecto de Código Civil que comprende tres libros, que tratan por su orden, de las personas, de los bienes y de los modos de adquirir la propiedad.
Con respecto del segundo Código Civil, el Organismo Ejecutivo presenta el proyecto que fue aprobado en las sesiones ordinarias de la Asamblea Nacional Legislativa en el año 1933, y fue promulgado como ley de la República en el Decreto legislativo Número 1932 el 13 de mayo del mismo año. De esta manera, se derogaron las leyes anteriores que se opusieran y dejando en vigor el libro tercero del anterior Código.
Actualmente rige el Código Civil emitido en 1963 con el Decreto-Ley 106 bajo el gobierno de facto del Coronel Enrique Peralta Azurdia. Este Código se encuentra dividido en cinco libros: Libro I (De las personas y de la familia); Libro II (De los bienes, de la propiedad y demás derechos reales); Libro III (De la sucesión hereditaria); Libro IV (Del Registro de la Propiedad); y, Libro V (Del derecho de obligaciones –este libro dividido en dos partes,  primera parte: De las obligaciones en general; y, segunda parte: De los contratos en particular–).
- Siete Partidas de Don Alfonso X el Sabio
- Código Civil de Guatemala de 1877

## Derecho Penal
En la historial jurídica guatemalteca se puede contar la promulgación de 5 códigos penales hasta la presente fecha:
El PRIMERO fue promulgado en el año de 1834 durante el Gobierno del doctor Mariano Gálvez, conocida como Código Penal de Livingston, el cual fue redactado por el Secretario de Estado norteamericano Edward Livingston y estuvo en vigor más de 40 años.
El SEGUNDO en el año de 1877  el Gobierno del General Justo Rufino Barrios; en el orden administrativo y legal, se promulgaron el Código Penal, el Militar y el Código Fiscal.
El TERCERO, Decreto 419 en el año de 1889 (Recopilación de Leyes: Libro 8 Página 6) durante el gobierno del general Manuel Lizandro Barillas. El 15 de febrero de 1889 mediante la emisión del Presidente de la República, se promulgó un nuevo código penal. Éste código fue aprobado por el Decreto n.º 48 de la Asamblea Nacional Legislativa, de fecha 29 de abril. En este código el principal avance consistió en la supresión del sistema de penas compuestas para dejarlas fijas a cada delito, sin diversos extremos para el caso de faltar circunstancias atenuantes o agravantes.
El CUARTO código penal de Guatemala fue promulgado en el año de 1936 (Recopilación de Leyes: Libro 54 Página 735) durante el gobierno del general Jorge Ubico; El 25 de mayo de 1936 según Decreto 2,164 de la Asamblea Legislativa de Guatemala entró en vigor un nuevo código penal en Guatemala, un código que a criterio de varios juristas guatemaltecos, fue un código de corte de la escuela clásica. Otorgó funciones de control policial a los dueños de fincas. Este fue el incremento de la militarización de la población civil y la creación de los Comisionados Militares, considerada una amenaza cualquier intento de alterar esa posición y la organización de campesinos o trabajadores rurales en asociaciones independientes
Y, el QUINTO que es el actualmente vigente, (Diario Oficial: Tomo 197, Número 1, Página 1 Publicado el 30/08/1973) fue promulgado durante el gobierno del general Carlos Arana Osorio, y entró en vigencia el 15 de septiembre de 1973, el cual es un ordenamiento de tendencia positiva y marcadamente represivo, con un incongruente sistema de penas mixtas para determinados delitos (privación de libertad y multa). La vigencia del mismo es prorrogada por el Decreto 17-73 al 1 de enero de 1974.
- Siete Partidas de Don Alfonso X el Sabio
- Código Penal de Guatemala de 1834

## Derecho Procesal Civil
La codificación de Guatemala, se efectuó en el año 1877, encontrándose en pleno auge del liberalismo; en esa oportunidad se emitió el Código de Procesamiento Civil Decreto Gubernativo Número 176, del 8 de marzo de 1877 (Recopilación de Leyes: Libro 2, Página 68), manteniendo su vigencia hasta 1934.
En 1934 se promulga el Código de Enjuiciamiento Civil y Mercantil, Decreto 2009 (Diario Oficial: Tomo 11, Número 32, Página 173, Publicado 10/08/1934), aprobado en Asamblea Legislativa, en el Gobierno de Jorge Ubico, la denominación se conservó hasta el treinta de mayo dicho año.
En el año de 1960, Gobierno de Enrique Peralta Azurdia, se encargó de contratar los servicios de los abogados Carlos Enrique Peralta Méndez y Mario Aguirre Godoy, haciendo estudios para la elaboración de un nuevo Código Procesal Civil. Decreto ley 107 (Diario Oficial: Tomo 169, Número 45, Página 401, Publicación 19/12/1936, Recopilación de Leyes: Libro 82, Página 256)
- Siete Partidas de Don Alfonso X el Sabio
- Código de Procedimientos Civiles de Guatemala

## Derecho Procesal Penal
La historia del Derecho Procesal Penal:
En 1837, el llamado Código de Livingston introdujo el sistema acusatorio, oral y público, a la vez que planteó la existencia de tribunales independientes del poder político. La división de poderes causó una fuerte reacción conservadora que derrocó al gobierno republicano de Mariano Gálvez y que provocó la regresión legislativa.
Los códigos procesales dictados en 1877 Decreto 192, 1898 Decreto 551 y de 1973, Decreto 52-73, mantuvieron, por el peso determinante de la fase de instrucción y el rol investigador de los jueces, el sistema colonial, caracterizado por el enjuiciamiento sin garantías y contrario al método universal de procesamiento surgido y perfeccionado con las Declaraciones de los Derechos Humanos para impedir excesos de poder y dignificar a las personas.
En 1992, Decreto 51-92, fue decretado el nuevo Código Procesal Penal. Transforma radicalmente las formas de operar la justicia penal en el país.
Los propósitos esenciales que lo animan son:
- La humanización del Derecho Procesal Penal;
- La dignificación y eficiencia de la función judicial en materia penal;
- El mejoramiento de la defensa social contra el delito; y
- Coadyuvar a la vida pacífica de la sociedad mediante la resolución de conflictos penales, el cumplimiento de la ley penal y la prevención de delitos.

- Siete Partidas de Don Alfonso X el Sabio
- Código de Procedimientos de Guatemala

## Derecho Comercial
El Código de Comercio de Guatemala, surge en 1877 dando inicio a la codificación del Derecho mercantil guatemalteco, el cual se produjo en el gobierno liberal de Justo Rufino Barrios, Decreto 191 (Recopilación de Leyes: Libro 2, Página 151).  El gobierno nombró a Manuel Echeverría, Antonio Machado y J. Esteban Aparicio para redactar un código de comercio y en julio de dicho año, la comisión presentó su proyecto.
En este mismo año, se emite a la vez la Ley de Enjuiciamiento Mercantil, el cual regula la organización de los tribunales de comercio su jurisdicción, Decreto 191 (Recopilación de Leyes: Libro 2, Página 151).
En 1934, al emitirse el Código de Enjuiciamiento Civil y Mercantil, Decreto 2009 (Diario Oficial: Tomo 11, Número 32, Página 173, Publicado 10/08/1934), queda derogado la ley anterior, separándose de la norma comercial.
En 1942 se emite un nuevo Código de Comercio Decreto 2946, (Recopilación de Leyes, Libro 61, Página 343), una refundición del de 1877 con modificaciones parciales: incluye en su articulado el texto de los Reglamentos de La Haya de 1912, regula la sociedad de responsabilidad limitada y hace algunas otras innovaciones de menor importancia. Dicho cuerpo legal estuvo en vigencia hasta concluir el año de 1970.
Decreto 2-70 (Diario Oficial: Tomo 188, Número 33, Página 361, Publicado 22/04/1970, Recopilación de Leyes: Libro 89, Página 200), este proyecto fue elaborado por una comisión de la cual formaron parte Edmundo Vásquez, José Luis Paredes Moreira, Carlos Enrique Ponciano, Armando Diéguez, Jorge Skiner Klee, Ernesto Viteri Echeverría y Arturo Yaquián Otero. Fue aprobado por el Congreso de la República el 28 de enero de 1970, entrando en vigencia el 1 de enero de 1971.
Este Código al regular la actividad profesional de los comerciantes, al hacer de la empresa su núcleo fundamental y al disciplinar los instrumentos jurídicos típicos de la misma, asume un carácter predominantemente subjetivista.
- Ordenanzas de Bilbao (1793)
- Código de Comercio de Guatemala de 1877
- Código de Comercio de Guatemala de 1942
- Código de Comercio de Guatemala de 1971

## Derecho del Trabajo
En 1926, fue emitida la Ley de Trabajo de la Asamblea Legislativa, Decreto 1434(Recopilación de Leyes: Libro 45, Página 16).
El Decreto 330, (Diario Oficial: Tomo 48, Número 79, página 1113, Recopilación de Leyes: Libro 65, Número 840), de fecha 8 de febrero de 1947. Desde la independencia de Guatemala su pueblo ha continuado luchando por su derecho a participar en la política de su país. Los primeros sindicatos fueron formados por artesanos y trabajadores del ferrocarril, de fincas de bananos y de los puertos durante los años 20, y el Departamento Nacional de Labor fue creado en el año 1925 pero con limitaciones para los trabajadores en huelga. Estos sindicatos, sufrían ataques durante presidencia del General Jorge Ubico, de 1,930 a 1944.
El Gobierno de Juan José Arévalo Bermejo, se ocupó de los urgentes problemas sociales y laborales, emitiendo el Código de Trabajo, Decreto 330, (Diario Oficial: Tomo 48, Número 79, página 1113, Recopilación de Leyes: Libro 65, Número 840), constituyendo un mínimo de garantías sociales, protectoras del trabajador. Posteriormente fue reformado por el Decreto 1441
- Código de Trabajo de Guatemala